# Paibien
Stratigraphie
Guzhangien Jiangshanien
Série 3
Le Paibien est, dans l'échelle des temps géologiques de la Commission internationale de stratigraphie, le huitième étage géologique du Cambrien, dans l'ère paléozoïque. Cette subdivision est la plus ancienne de la quatrième et dernière époque du Cambrien, le Furongien, et s'étend de 497 à 494 millions d'années environ. Elle est précédée par le Guzhangien et suivie par le Jiangshanien,.

## Stratigraphie
| Système                                          | Série        | Étage        | Âge (Ma)        |
| ------------------------------------------------ | ------------ | ------------ | --------------- |
| Ordovicien                                       | Inférieur    | Trémadocien  | plus récent     |
| Cambrien                                         | Furongien    | Étage 10     | ≃489.5 - 486.85 |
| Cambrien                                         | Furongien    | Jiangshanien | ≃494.2 - ≃489.5 |
| Cambrien                                         | Furongien    | Paibien      | ≃497.0 - ≃494.2 |
| Cambrien                                         | Miaolingien  | Guzhangien   | ≃500.5 - ≃497.0 |
| Cambrien                                         | Miaolingien  | Drumien      | ≃504.5 - ≃500.5 |
| Cambrien                                         | Miaolingien  | Wuliuen      | ≃506.5 - ≃504.5 |
| Cambrien                                         | Série 2      | Étage 4      | ≃514.5 - ≃506.5 |
| Cambrien                                         | Série 2      | Étage 3      | ≃521.0 - ≃514.5 |
| Cambrien                                         | Terreneuvien | Étage 2      | ≃529.0 - ≃521.0 |
| Cambrien                                         | Terreneuvien | Fortunien    | 538.8 - ≃529.0  |
| Édiacarien                                       | Édiacarien   | Édiacarien   | plus ancien     |
| Subdivisions du Cambrien d'après l'ICS (2018-08) |              |              |                 |

La base du Paibien, et de la série du Furongien, correspond au niveau de première apparition de l'espèce de trilobite Glyptagnostus reticulatus. Le point stratotypique mondial (PSM), stratotype de limite entre le Paibien et l'étage inférieur, le Guzhangien, se situe dans la coupe de Paibi, 369 m au-dessus de la base de la Formation de Huaqiao, dans les montagnes Wuling. La coupe de Paibi, présentant des affleurements du Cambrien moyen à l'Ordovicien inférieur, est localisée à 1,7 km à l'ouest du village éponyme, dans le xian de Huayuan, dans le nord-ouest de la province chinoise du Hunan (28° 23,37′ N, 109° 31,54′ E).